# Peter and the Wolf (альбом, 1966)
Peter and the Wolf  (рус. «Петя и волк») — альбом американского джазового органиста Джимми Смита, выпущенный в 1966 году на лейбле Verve Records.

## Об альбоме
В основу композиции альбома-сюиты положены некоторые темы музыкальной сказки «Петя и волк» Сергея Прокофьева в джазовых аранжировках Оливера Нельсона (англ. Oliver Nelson) для джаз-оркестра и солирующего орга́на.

## Список композиций
1. The Bird/The Duck/The Cat/The Grandfather/The Wolf/The Hunter/Peter
2. Duck Theme/Jimmy and the Duck/Peter’s Theme/Meal Time
3. Elegy for a Duck
4. Cat in a Tree
5. Capture of the Wolf
6. Finale: Parade/Peter Plays Some Blues

## Участники записи
- Jimmy Smith — орган
- Joe Newman, Ernie Royal, Richard Williams, Eugene Young — труба
- Jimmy Buffington, Willie Ruff — флюгельгорн
- Quentin Jackson, Tom McIntosh, Britt Woodman — тромбон
- Dick Hixson, Tony Studd — бас-тромбон
- Bob Ashton, Danny Bank, Jerry Dodgion, Jerome Richardson, Stan Webb, Phil Woods — деревянные духовые
- Billy Butler, Barry Galbraith — гитара
- Richard Davis — контрабас
- Harry Breuer, Bobby Rosengarden — ударные, перкуссия
- Grady Tate — ударные